# Pterobryon excelsum
Pterobryon excelsum är en bladmossart som beskrevs av C. Müller 1879. Pterobryon excelsum ingår i släktet Pterobryon och familjen Pterobryaceae. Inga underarter finns listade i Catalogue of Life.